# Мьютон-Вуд, Ноэл
Ноэл Мьютон-Вуд (англ. Noel Mewton-Wood; 20 ноября 1922, Мельбурн — 5 декабря 1953, Лондон) — британский пианист и композитор австралийского происхождения.

## Биография
Учился в Мельбурне у Вальдемара Зайделя, в 12 лет дебютировал с Мельбурнским симфоническим оркестром под управлением Бернарда Хайнце. В 1937 г. перебрался в Англию для обучения в Королевской академии музыки (класс фортепиано Харолда Крэкстона). Летом 1938 года учился в Италии у Артура Шнабеля.
Отправной точкой в британской исполнительской карьере пианиста стало знакомство с дирижёром Томасом Бичемом и дебют 31 марта 1940 года в Куинс-холле с Лондонским филармоническим оркестром под его управлением (исполнялся Третий концерт Людвига ван Бетховена). Мьютон-Вуд сотрудничал с ним и в дальнейшем (в частности, осуществив в 1948 г. первую полную запись фортепианного концерта Ферруччо Бузони). Мьютон-Вуд также много выступал с вокалистами — Питером Пирсом, Рихардом Таубером, Джоан Хэммонд; аккомпанировал он также Иде Гендель и Максу Росталю.
Охотно исполняя новейший музыкальный материал, в том числе сочинения Белы Бартока, Пауля Хиндемита и Игоря Стравинского, Мьютон-Вуд был особенно близок с Бенджамином Бриттеном, исполнив, в частности, премьеру второй редакции его фортепианного концерта. Другое творческое содружество связало его с Артуром Блиссом, который под впечатлением от того, как молодой пианист исполняет его концерт, написал для него фортепианную сонату (первое исполнение 7 июня 1953 г.); как сказал Блисс после смерти музыканта,

Мьютон-Вуд был гораздо больше, чем выдающийся пианист. Это был один из самых пытливых и глубоких умов, встречавшихся мне в молодых людях. <…> Редко встретишь блестящего виртуоза, исполняющего современную музыку с пониманием и воодушевлением, и с его смертью мы, сегодняшние композиторы, потеряли одного из величайших наших пропагандистов.

Мьютон-Вуд покончил с собой, отравившись синильной кислотой, после смерти своего возлюбленного Уильяма Федрика от перитонита, обвиняя себя в том, что не распознал вовремя симптомы заболевания и не предотвратил его смерть. Бриттен организовал мемориальный концерт и написал для него песню «Дождь всё идёт» (англ. Still falls the Rain) на стихи Эдит Ситуэлл. Блисс посвятил памяти Мьютон-Вуда Элегический сонет для тенора и фортепианного квинтета (1954), впервые исполненный Пирсом, Бриттеном и струнным квартетом Оливы Зорян.
Среди оставшихся записей Мьютон-Вуда преобладают фортепианные концерты (Бетховена, Шопена, Шумана, Чайковского, Шостаковича), сделанные по большей части в сотрудничестве с дирижёром Вальтером Гёром.
Мьютон-Вуду принадлежат фортепианный концерт, несколько камерных сочинений — всё это практически не было известно при его жизни. Он также написал музыку к кинофильму «Полевой конёк» (1944).